# Sfax
Sfax (in arabo صفاقس, Ṣafāqis, pronuncia tunisina ˈsˤfaːqəs; in italiano storico Safasso)  è la seconda città e centro economico della Tunisia. È una città portuale situata sulla costa orientale del Paese, a circa 270 km a sud di Tunisi. Grazie alle industrie e al fiorente porto, la città gioca un ruolo economico di primo piano con l'esportazione dell'olio di oliva e del pesce fresco e congelato. Questo importante ruolo economico e la presenza di impianti di trattamento di fosfato non escludono la presenza di alcuni siti turistici, come la medina e Thyna.
Sfax contava 265.131 abitanti nel 2004, mentre l'agglomerato urbano, chiamato Grand Sfax, conta invece 500.000 abitanti. Questo agglomerato è molto esteso (circa 220 km²), secondo solo al circondario di Tunisi, che conta però il quadruplo degli abitanti.
Sfax è parzialmente montuosa e collinare.
L'insediamento non è molto distante da Mahres.

## Etimologia
Sfax è certamente la trasformazione dell'antico nome della città che portava il nome del numide Syphax.
Più raramente, è attribuita l'origine del nome ad un prodotto agricolo, un cucurbitaceo.. Quest'ultimo sarebbe infatti un fakus, che significa cetriolo in tunisino. Tuttavia, Élisée Reclus afferma nella sua Nouvelle géographie universelle l'origine di questa falsa interpretazione: "Un ortaggio che viene coltivato nella maggior parte dei giardini di Sfakès è il cetriolo o fakous, parola da cui si è deciso di far derivare il nome della città". Secondo Thomas Shaw, che visitò la reggenza di Tunisi nel 1732, Sfakès sarebbe diventata la città dei cocomeri.

## Storia
Sfax, la antica Syphax berbera e successivamente la Taparura romana, fu ricostruita dagli Aghlabidi nel IX secolo con i materiali della città romana situata a circa tre chilometri, costruendo le mura che danno alla medina la conformazione attuale.
La città resiste ai Banu Hilal venuti dall'Egitto nel 1057 e, dal 1095 al 1099, costituisce un piccolo emirato indipendente.
Passa poi, come la maggior parte delle città costiere, sotto la dominazione del re normanno Ruggero II di Sicilia nel 1148, prima d'essere reintegrata nella sfera musulmana da 'Abd al-Mu'min, fondatore della dinastia almohade, nel 1159; questo in seguito di tre anni di rivolta armata organizzata dal governatore di Sfax Omar, colpevole anche del massacro dei cristiani della città, avvenuto il 25 febbraio 1156.

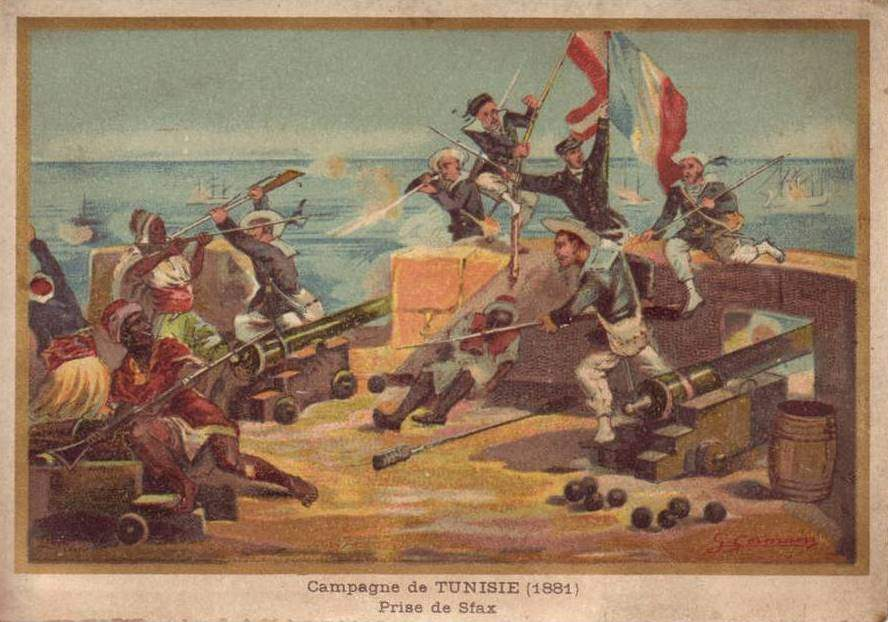
Rappresentazione della presa di Sfax del 1881

Sfax conosce la rivolta di Ali Ben Ghedhahem che si opponeva alla supremazia del bey di Tunisi nel 1864 e quella del 1881 organizzata per protestare contro l'instaurazione del protettorato francese. Le truppe francesi sono obbligate a bombardare la città per piegarne la resistenza.
La città è bombardata in seguito anche dagli Alleati durante la campagna di Tunisia mentre è occupata dalle potenze dell'Asse nel 1942-1943.

## Amministrazione

### Gemellaggi
- Dakar, dal 1965
- Marburgo, dal 1971
- Casablanca, dal 1981
- Safi, dal 1982
- Orano, dal 1989
- Machačkala, dal 1990
- Grenoble, dal 1998

## Infrastrutture e trasporti

### Strade
La città è servita dall'autostrada A1 a cui è collegata tramite gli svincoli 21 (Sfax nord) e 22 (Sfax sud). La città è attraversata dalla Strada nazionale 1 che dal centro di Tunisi arriva fino al confine libico. Su Sfax convergono anche la Sn13 e la Sn14. 

### Ferrovie
La stazione ferroviaria di Sfax è una stazione passante sulla linea che da Tunisi arriva a Gabès.

### Porto
Dal porto di Sfax partono i traghetti per raggiungere le isole Kerkenna.

### Aeroporto
La città è servita dall'aeroporto internazionale di Sfax.